# Алвару IX
Алвару IX (порт. Álvaro IX) або Мпанзу-а-Нтівіла (кон. Mpanzu a Ntivila; нар. 1650) — двадцять дев'ятий маніконго центральноафриканського королівства Конго.
Став першим правителем від початку громадянської війни в Конго з династії Кімпанзу. Зійшов на трон після втечі Педру III до гір Лемба. Вже наступного року Алвару IX було повалено, а престол зайняв Рафаель I, який усунув правителів провінції Сойо від боротьби за трон.